# Fred Duesenberg
Frederick Samuel "Fred" Duesenberg, född 6 december 1876 i Lippe, Tyskland, död 26 juli 1932 i sviterna av en trafikolycka i närheten av Jennerstown, Pennsylvania, USA, bildesigner, tävlingsförare och pionjär inom den amerikanska bilindustrin. Grundade tillsammans med brodern Augie 1913 bilmärket Duesenberg.
Friedrich och August Düsenberg emigrerade med sin mor från Kirchheide i Tyskland till New York år 1885. Flyttade senare till Rockford, Iowa där de bytte namn till Fred och Augie Duesenberg.
Skolade sig i Rockford för att sedan börja jobba som tekniker för jordbruksmaskiner samt tillverkare av väderkvarnar.
Fred Duesenberg började under 1890-talet bygga cyklar som han även tävlade med, och startade en motorcykelbutik vid 17 års ålder, samtidigt som brodern Augie Duesenberg hade en liknande butik i staden Garner, Iowa. År 1910 byggde Fred Duesenberg sin första tävlingsbil, efter att ha jobbat som teknisk rådgivare och testförare hos biltillverkaren  Rambler. 1913 bildades Duesenberg Automobile & Motors Company, Inc av de två bröderna.